# Videobestand
Een videobestand is een bestandsformaat dat bewegende beelden (video) bevat. Een voorbeeld is een bestand met bestandsextensie AVI, een bestandstype dat meestal gecomprimeerd is door een veelvoorkomende compressietechniek zoals MPEG-4.

## Containers
Containerformaten bevatten normaliter audio en video, maar kunnen ook andere media zoals ondertitelingen bevatten. De bekendste multimediacontainers zijn:
- 3GP (wordt gebruikt door veel mobiele telefoons)
- ASF (een container voor Microsoft WMA en WMV)
- AVI (de standaard Microsoft Windows-container, gebaseerd op RIFF)
- DVR-MS ("Microsoft Digital Video Recording", een gepatendeerd videocontainerformaat van Microsoft gebaseerd op ASF)
- Flash video (FLV, F4V) (een container voor audio en video van Adobe)
- IFF (het eerste platformonafhankelijke containerformaat)
- Matroska (MKV) (niet beperkt tot een codec of systeem en kan zowat alles bevatten; open standaard en open source formaat).
- MJ2 (Motion JPEG 2000-bestandsformaat)
- QuickTime-bestandsformaat (standaard container van Apple)
- MPEG (standaard container voor MPEG-1- en MPEG-2-streams op onder andere schijfmedia als dvd's)
- MPEG-2-transportstream (MPEG-TS, een standaard container voor digitale uitzendingen en voor Blu-ray-video)
- MP4 (standaard audio- en videocontainer voor MPEG-4-multimedia)
- Ogg (standaard container voor het audioformat Vorbis en het videoformat Theora)
- RM (RealMedia, een standaard container voor RealVideo en RealAudio)
- VRO (een standaardcontainer die meestal gebruikt wordt bij zelfopgenomen video's op een Dvd )

Er zijn nog veel meer andere containerformaten, zoals NUT, MXF, GXF, ratDVD, SVI, VOB en DivX.